# El libro de arena
El libro de arena és una obra que reuneix contes i relats de l'escriptor argentí Jorge Luis Borges, publicada l'any 1975.
D'acord amb l'opinió de l'autor, El libro de arena, escrit en l'ocàs de la seva vida, seria el seu millor llibre, apreciació que molts dels seus crítics no comparteixen, en favor d'altres obres com Ficciones.
La primera edició, a Buenos Aires, va ser realitzada per Emecé i tenia 181 pàgines. A Madrid, va ser editat aquest mateix any per Ultramar. Consta dels següents textos:
- "El otro".
- "Ulrica".
- "El congreso".
- "There are more things".
- "La secta de los treinta".
- "La noche de los dones".
- "El espejo y la máscara".
- "Undr".
- "Utopía de un hombre que está cansado".
- "El soborno".
- "Avelino Arredondo".
- "El disco".
- "El libro de arena".
- "Epílogo".

## El libro de arena (el conte)
El libro de arena és l'últim conte del volum; en aquesta narració, Borges reprèn tòpics desenvolupats en contes anteriors. En particular, El libro de arena sembla en molts aspectes una reescriptura de La biblioteca de Babel. Si en aquell conte Borges descrivia una biblioteca infinita, poblada per infinits llibres que contenien infinites vegades tots els textos possibles, en aquest conte aquella fantasia s'expressa en un únic llibre. En la nota final de La biblioteca de Babel, Borges anticipa aquest conte:
Letizia Álvarez de Toledo ha observado que la vasta Biblioteca es inútil; en rigor, bastaría un solo volumen, de formato común, impreso en cuerpo nueve o cuerpo diez, que constara de un número infinito de hojas infinitamente delgadas. (...) El manejo de ese vademécum sedoso no sería cómodo: cada hoja se desdoblaría en otras análogas; la inconcebible hoja central no tendría revés.
El libro de arena també recull l'obsessió d'un personatge cap a un objecte desenvolupada en El Zahir (o el poder que exerceix un objecte sobre el personatge), així com el recurs de l'autoreferència.

### Argument
El narrador d'aquest conte té el mateix nom que l'autor empíric (Borges), qui rep de mans d'un estrany venedor un llibre sagrat, de pes sorprenent i que du escrit al llom el títol: Holy Writ. La numeració de les pàgines no és correlativa i, una vegada que es passa una pàgina, resulta impossible tornar a trobar-la.
El venedor li explica el nom amb què ell mateix l'adquirí de mans d'un rodamón: "ni el llibre ni la sorra tenen principi ni fi". Borges intenta trobar-ne la primera pàgina, però és impossible; el mateix succeeix amb la darrera. Finalment, el compra per una mica de diners i una antiga Bíblia.
Al cap de poc, Borges només viu per al llibre, que estudia sense descans. Somnia amb aquest en els breus moments en què venç l'insomni; es converteix en un "presoner del llibre". Aleshores, adverteix que el llibre -i ell mateix- eren monstruosos. Se'n desfà en amagar-lo en una lleixa anònima de la Biblioteca Nacional (de la qual el mateix Borges en fou director).